# Friday (Musica Elettronica Viva)
Friday è il secondo album in studio del gruppo musicale italiano Musica Elettronica Viva, pubblicato nel 1969..

## Tracce
1. Friday (Part One)
2. Friday (Part Two)